# Benoitia ocellata
Benoitia ocellata is een spinnensoort uit de familie van de trechterspinnen (Agelenidae).
De wetenschappelijke naam van de soort werd in 1900 als Agelena ocellata gepubliceerd door Reginald Innes Pocock.